# Marienthal
Marienthal (lucembursky: Mariendall) je vesnice v obci Tuntage v kantonu Miersch v západním Lucembursku. V roce 2021 měla vesnice 93 obyvatel. Je známá pro bývalý klášter Marienthal, ze kterého se zachovalo několik budov.